# Phryganodes
Phryganodes is een geslacht van vlinders van de familie grasmotten (Crambidae). Dit geslacht is voor het eerst beschreven door Achille Guenée in 1854.

## Soorten
- Phryganodes albipedalis Hampson, 1899
- Phryganodes antongilensis (Mabille, 1900)
- Phryganodes attenuata Hampson, 1899
- Phryganodes biguttata (Hampson, 1899)
- Phryganodes centralbalis Hampson, 1899
- Phryganodes chrysalis Hampson, 1908
- Phryganodes cupriflavalis Hampson, 1912
- Phryganodes eradicalis Hampson, 1908
- Phryganodes erebusalis (Hampson, 1898)
- Phryganodes flocculentalis Hampson, 1899
- Phryganodes hamiferalis Hampson, 1899
- Phryganodes lanialis Hampson, 1899
- Phryganodes lasiocnemis Hampson, 1912
- Phryganodes leucogaster Hampson, 1912
- Phryganodes lophophoralis Hampson, 1896
- Phryganodes nesusalis (Walker, 1859)
- Phryganodes pachycraspedalis Hampson, 1896
- Phryganodes plicatalis Guenée, 1854
- Phryganodes selenalis Caradja, 1934
- Phryganodes setifera Hampson, 1899
- Phryganodes stygialis Hampson, 1912
- Phryganodes tagiadalis Hampson, 1899
- Phryganodes tetraplagalis Hampson, 1899
- Phryganodes unitinctalis Hampson, 1896
- Phryganodes violitincta Rothschild, 1915